# Stagno di Sale 'e Porcus
Sale 'e Porcus è uno stagno salato temporaneo della Sardegna. Si trova nella provincia di Oristano, tra i comuni di Riola Sardo e San Vero Milis, ed occupa una superficie di 330 ettari.
È stato identificato come zona umida di importanza internazionale secondo la convenzione di Ramsar (codice del sito 3IT035). Durante l'estate, per via dell'elevata evaporazione, lo stagno può prosciugarsi completamente lasciando sul fondale una spessa crosta di sale.
Nello stagno di Sale 'e Porcus nidificano e si riproducono numerose specie di uccelli acquatici, tra le quali alcune rare o in via di estinzione come la volpoca (Tadorna tadorna), la gru europea (Grus grus), il gabbiano roseo (Chroicocephalus genei) ed il pollo sultano viola (Porphyrio porphyrio). Ospita inoltre una colonia formata da oltre 3.000 esemplari di fenicottero rosa (Phoenicopterus roseus). Durante il periodo delle migrazioni vi soggiornano numerose specie di anatre, aironi, trampolieri, sterne e gabbiani.
Nel 1982 la Regione Autonoma della Sardegna ha istituito una "Riserva Naturale Orientata" che interessa l'area dello stagno. È gestita dal comune di San Vero Milis in collaborazione con la LIPU.